# Diálogo do Mediterrâneo
O Diálogo do Mediterrâneo, lançado em 1994, é um fórum de cooperação entre a OTAN e os sete países do Mediterrâneo. Seu objetivo declarado é "criar boas relações e uma melhor compreensão e confiança mútua em toda a região, promovendo a segurança e a estabilidade regionais e explicando as políticas e metas da OTAN." O Diálogo reflete a visão de que a segurança da OTAN na Europa está ligada à segurança e estabilidade no Mediterrâneo.

## Membros

Estados membros da OTAN
Países da parceria pela paz
Países do Diálogo Mediterrâneo

O Diálogo do Mediterrâneo começou inicialmente com cinco países, embora tenha acrescentado mais dois ao longo do tempo.
- Argélia
- Egito
- Israel
- Jordânia
- Marrocos
- Mauritânia
- Tunísia